# VVeSt
vVeSt（ウエスト）は、日本のアーティストである。1993年10月4日 生まれ。兵庫県出身。

特技はダンス、ラップ、DJ、ヒューマンビートボックス。趣味は作詞作曲、ダンス動画・お笑い動画視聴、漫画購読。

## 人物
東京都在住、兵庫県西宮市出身のダンス、ラップ、DJ、トラックメイキング、ヒューマンビートボックス、グラフィティアートなどHIPHOPカルチャーを１つに融合させたアーティストvVeSt(ウエスト)。
これまでの数年間、HIPHOPカルチャーを更に日本に浸透させたいという目標の元、アンダーグラウンドを離れ、オーバーグラウンドでの活動、メディア出演に力を入れて活動していた。 
19歳でBBOY、ブレイクダンサーとしてキャリアをスタート、怪我に見舞われながらもコンテストやバトルにて入賞。 
怪我の間にDJを始め、わずか半年でZepp Nambaにて行われたイベントにメインDJとして出演。 
モデルとしても神戸コレクション、東京ランウェイなど日本最大級のファッションショーのランウェイを歩く。 
その後、雑誌JUNONから生まれたアーティストグループにてリーダー兼、振付師を３年務め、20曲以上振付提供。 Zepp規模でワンマンライブを４度決行し、全国ツアーも敢行。 テレビ、ラジオ、雑誌などメディアにも多数出演した。
その後もソロアーティストとして楽曲やMVも自主制作でリリースし、ワンマンライブを行う傍ら メジャーアーティストのライブにダンサーとして出演。キングコング西野亮廣にダンス指導なども行った。
2019年にはグローバルアイドル発掘×リアル成長ストーリー「G-EGG」の候補生に選ばれる。 東京MX、東海テレビ、Mnet、Abema TV等多くのメディアにて2020年2月から12週に渡りテレビ放送があり、注目を浴びるも脱落。 脱落したことを「分岐点。結果を受け入れた上で自分はラッパーとしてグラミー賞を獲りにいこうと決意をできた良い機会だった」と語った。
事務所に所属せず、完全自主制作で1st EP"4"を制作し、11/4にリリース。 10/3にはEPの中からリード曲の"ON THE WAY"をMVとして公開し、大きな反響を呼んだ。

## 略歴
- 2015年に第28回ジュノン・スーパーボーイ・コンテストでベスト100に残り、ジュノン・スーパーボーイ・アナザーズのメンバーに選ばれる。2015年11月23日に同コンテストの最終選考会にてお披露目。グループではリーダー兼振付師を務める。[3]
- 2017年3月、舞台『幽霊塔』（新宿シアターモリエール）に出演（車夫・書生・水夫 役）。
- 2017年夏、20名以上のメンバーから先行デビュー楽曲に参加者を決めるグループ内対決に参加。先行デビューメンバーとして選抜される。
- 2018年5月30日 先行デビュー楽曲『Unnostalgia(アンノスタルジア)』が配信開始。
- 2018年7月31日 ジュノン・スーパーボーイ・アナザーズのメンバーとして『Road to union』でCDデビュー。
- 2018年9月23日 グループを卒業。
- 2018年9月24日 ソロアーティストhiroki weSt(ヒロキ・ウエスト)として活動を開始。
- 2018年10月3日 hiroki weSt 1St single『NEWEST(ニューウエスト)』を様々な音楽配信サービスにて配信。YouTubeにて同曲のMVも配信開始。
- 2019年2月10日 1Stワンマンライブを開催。ラップ、ダンス、DJなどで満員の観客を沸かせ終了する。ワンマンライブを皮切りにソロアーティストとして様々なライブやイベントに出演。
- 2019年11月23日 日韓合同グローバルアイドル育成プロジェクト G-EGG(ジーエッグ)の候補生としてお披露目。
- 2020年3月7日 G-EGGテレビ放送にて、合宿最終日のメンバー投票、プロデューサー会議によりG-EGG脱落が決定したことを発表。
- 2020年4月10日 コロナ禍でリアルイベントの開催が難しいなか、ダンスの師匠であり共にG-EGGのプログラムに参加していた高田晃宏と共にInstagramでのライブ配信を開始。毎週の定期配信は同年10月18日まで続いた。
- 2020年10月3日 1st EPに収録の楽曲『ON THE  WAY』のMVをYouTubeにて先行配信。MVは同年11月20日に1万回再生を記録。

アーティスト名がvVeSt(ウエスト)となる。
- 2020年11月4日 1st EP『4』が様々な音楽配信サービスにて配信開始
- 2021年1月9日 ライブ配信サービスPocochaで配信を始める。
- 2022年2月22日 銀座ケネディハウスで開催されたBeau.T. Singer's Nightでボーカルグループ The Seventh Arrowのメンバーとしてお披露目。アーティスト名をWESTO/Hiroki(ウエスト/ヒロキ)として活動が開始。

お披露目と同日にThe Seventh Arrowのファンクラブ「One Arrow Ship」が開設された。
- 2022年12月3日 The Seventh Arrowが解散。

ソロアーティストvVeStとしての活動を再開。
- 2023年3月30日 vVeSt 3rd ONEMAN LIVE -SurvibeS- を新宿ROTTで行う。

同日、音楽レーベル SurvibeS の発足を発表。

## 作品
ジュノン・スーパーボーイ・アナザーズ

『いつかきっと』(2015年11月23日)

『Unnostalgia』(2018年5月30日)

『Road to union』(2018年7月31日)

YouTube 

hiroki weSt

『NEWEST』(2018年10月3日)

『Thank you,my pain.』(2018年11月24日)

『不来灰-Fly high-』(2019年1月24日) 

G-EGG

『LIFE GOSE ON』(2020年1月7日)

YouTube 

vVeSt

MV『ON THE WAY』(2020年10月3日)

YouTube 

1st EP『4』(2020年11月4日)

tunecore

MV『24/7 in da House』(2021年10月1日)

/ YouTube

Single『I'd die all die』(2023年2月24日)

/tunecore